# Windsurfmanöver

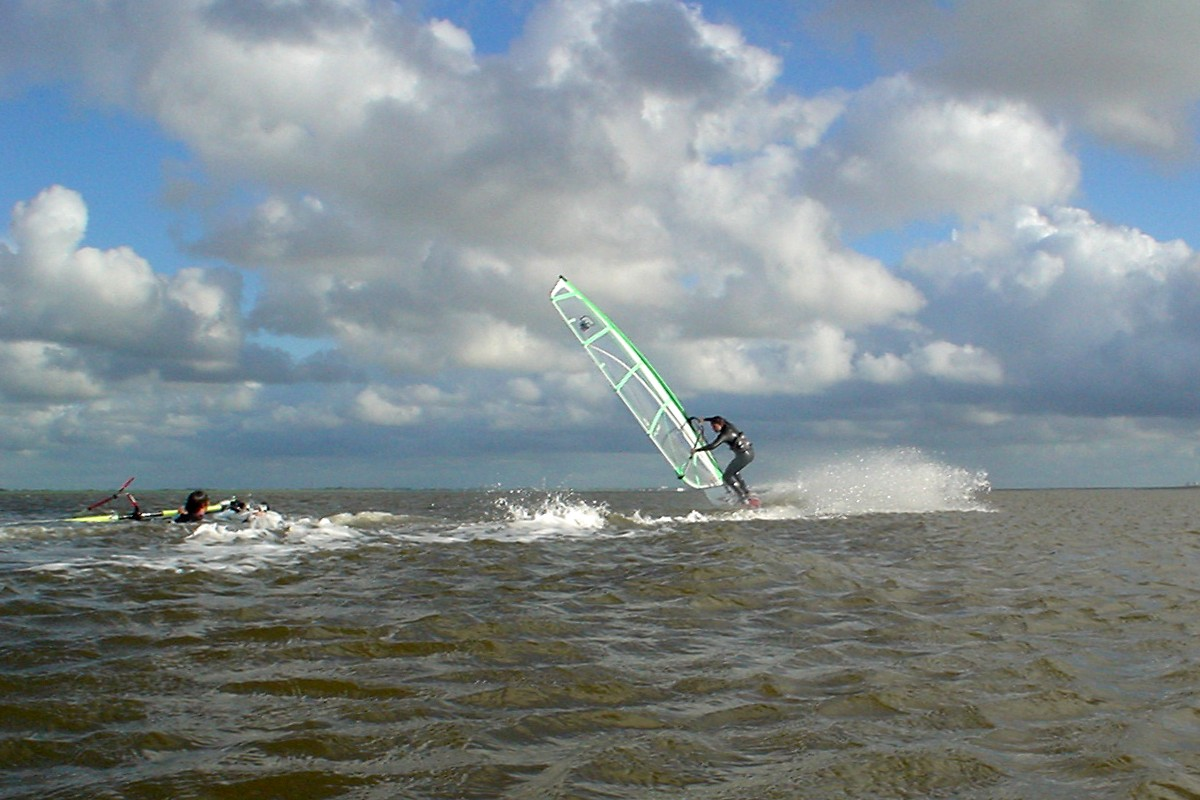
Powerhalse

Frontloop

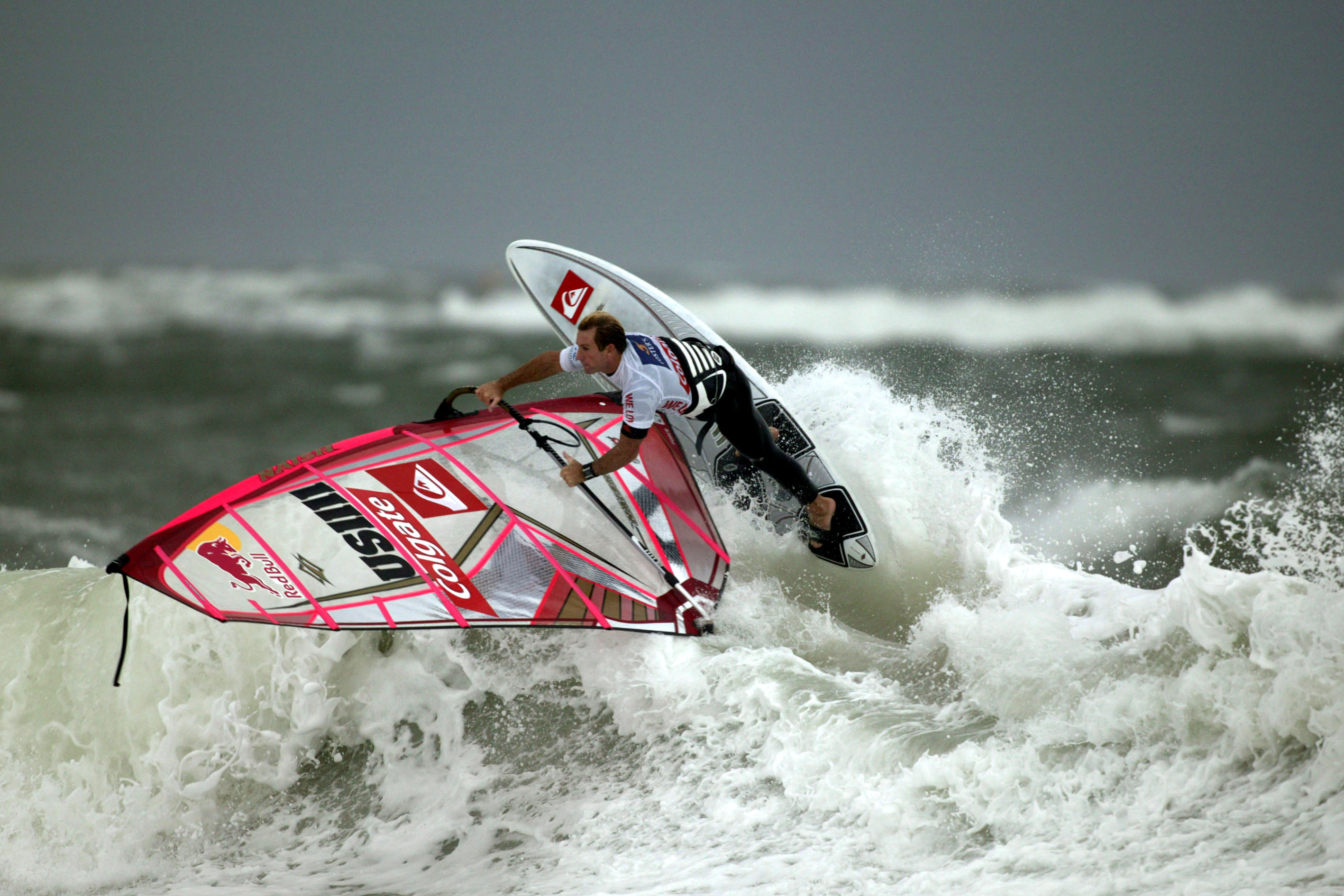
Backside Cutback

Beim Windsurfen werden verschiedene Manöver zur Fahrtrichtungsänderung genutzt. Im Rahmen der Wettbewerbe, wie dem Windsurf World Cup in den Disziplinen Freestyle und Wave, dienen sie auch als Bewertungsgrundlage. In beiden Disziplinen werden beständig neue Manöver entwickelt.

## Grundmanöver
- Wende
- Halse
- Powerhalse
- Die Heli-Tack oder auch Helikopterwende funktioniert zunächst wie eine normale Wende. Das Brett wird mit dem Segel in den Wind gesteuert. Wenn das Brett genau im Wind steht, geht man jedoch nicht um den Mast herum. Stattdessen lässt man das Brett noch weiter drehen und hält den Mast vom Körper weg, damit das Segel nicht den Wind von der falschen Seiten einfängt. Hat das Brett bis zum neuen "Am Wind"-Kurs weitergedreht, bewegt man das Segel in Richtung Bug schnell an sich vorbei und lässt das Segel umschlagen. Dabei dreht man den Körper mit und versucht, nicht ins Wasser zu fallen.
- Bei der Push-Tack wird das Segel durch eine schnelle 180°-Oberkörperdrehung in die Achterliek-voraus-Stellung (vorzeitiges Segel shiften) gebracht, wobei der Surfer selbst anschließend in Lee vom Segel steht. Nun wird das Brett mit dem Segel durch den Wind gesteuert. Abschließend lässt man das Segel in die normale Fahrstellung umschlagen. Besonders spektakulär ist die Push-Tack aus voller Gleitfahrt. Damit man beim "vorzeitigen" Shiften nicht vom Brett geweht wird, empfiehlt sich ein kurzzeitiges Abfallen aus Raumschotkurs. Nach dem Shiften dirigiert man das noch gleitende Brett per Fußsteuerung durch den Wind.

### Manöver nach Disziplin
| Air Jibe (Volcan) | Carving 360 | Body Drag | Duck Jibe | Nohanded 360 | Willy Skipper |

| Spock (540, 720, 900, one handed) | Clew First Spock | Diabolo  | Grubby (Diabolo)         | Lollipop | Spin Loop   | Culo      |
| Eslider                           | Puneta           | Gecko    | Flaka (No Hand, Diabolo) | Shaka    | Ponch       | Kabikuchi |
| Toad                              | Burner           | Shove it | Gozzadda                 | Kono     | Switch Kono | Skopu     |

| Bottom Turn                  | Cut Back          | Frontloop                          | Backloop    | Pushloop          |
| Clew first Backloop          | Wave 360          | Seadi Move (Pushloop into Forward) | Air Chachoo | Tweaked Pushloop  |
| Tailgrab Backloop            | Tailgrab Pushloop | Onefoot Backloop                   | Cheese Roll | Table Top Forward |
| Onehand Tabletop(Christ Air) | Stalled Forward   | Crazy Pete                         | Double loop |                   |